# Historia de Cachemira
Este artículo cubre la historia de Cachemira desde los primeros tiempos registrados hasta la actualidad.

## Etimología

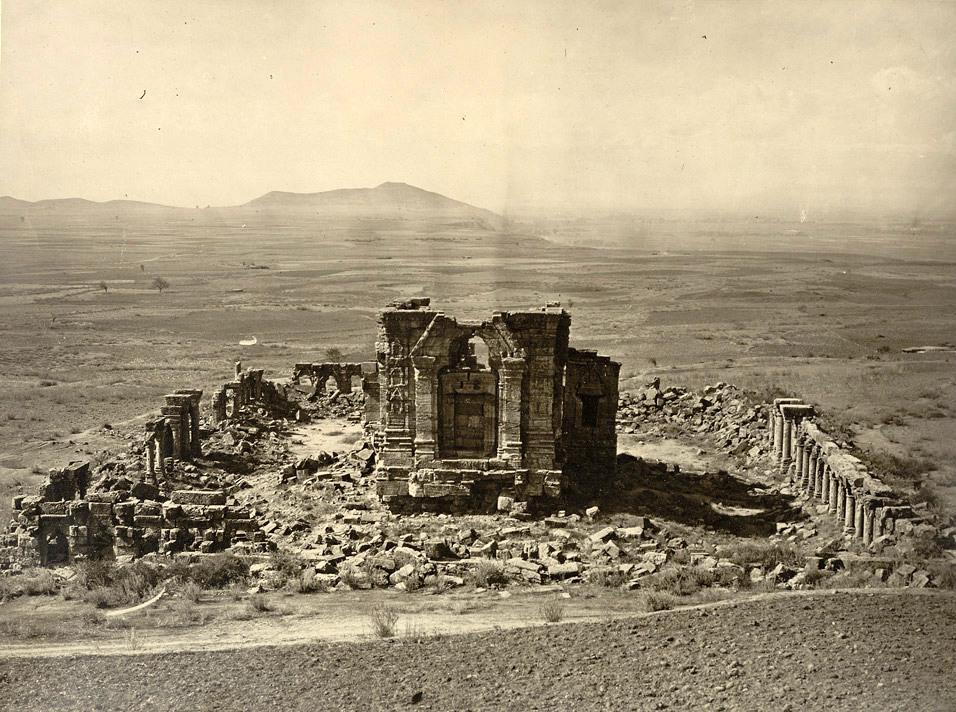
Vista general del Templo y Muros a la Deidad de Marttand del Sol, cercanías de Bhawan. Probable fecha del templo 490-555 d.C. Probable fecha de la columnata 693-729 d.C. Fotografía del Templo de Sūrya en Martand, Jammu y Cachemira, tomada por John Burke en 1868.

Según la leyenda, Jammu fue fundada por el rajá Jamboolochan en el siglo XIV. Durante una de sus expediciones de caza, llegó al río Tawi donde vio a una cabra y a un león tomando agua en el mismo lugar. El rey quedó impresionado y decidió establecer un poblado en su nombre, Jamboo. Con el paso del tiempo, el nombre fue corrompido y se convirtió en "Jammu".
Según la etimología popular, el nombre "Kashmir" significa "tierra desecada" (del sánscrito: Ka=agua y shimíra=desecar). En el Rajatarangini, una historia de Cachemira escrita por Kalhana a mediados del siglo XII, sostiene que el valle de Cachemira fue antiguamente un lago. Según la mitología hindú, el lago fue drenado por el gran rishi o sabio, Kasiapa, hijo de Márichi, hijo del dios Brahmá, mediante la reducción de la brecha en las colinas en Baramulla (Varaha-mula). Cuando Cachemira fue drenada, Kashiapa pidió a los brahmanes que se asentaran allí. Esta es todavía la tradición local y en la condición física existente del país, se puede encontrar alguna base de la historia. El nombre de Kaśyapa es, por historia y tradición, conectado con el drenado del lago. El asentamiento principal en el valle fue llamado Kashyapa-pura, lo que ha sido identificado con la Kaspapyros de Hecateo de Mileto (citado por Esteban de Bizancio) y la Kaspatyros de Heródoto (3.102, 4.44). Cachemira es también el país mencionado por Ptolomeo como Kao-ir,~pta. 
Cashmere es una ortografía arcaica de Cachemira y, en algunos países, aún se mantiene.

## Historia temprana

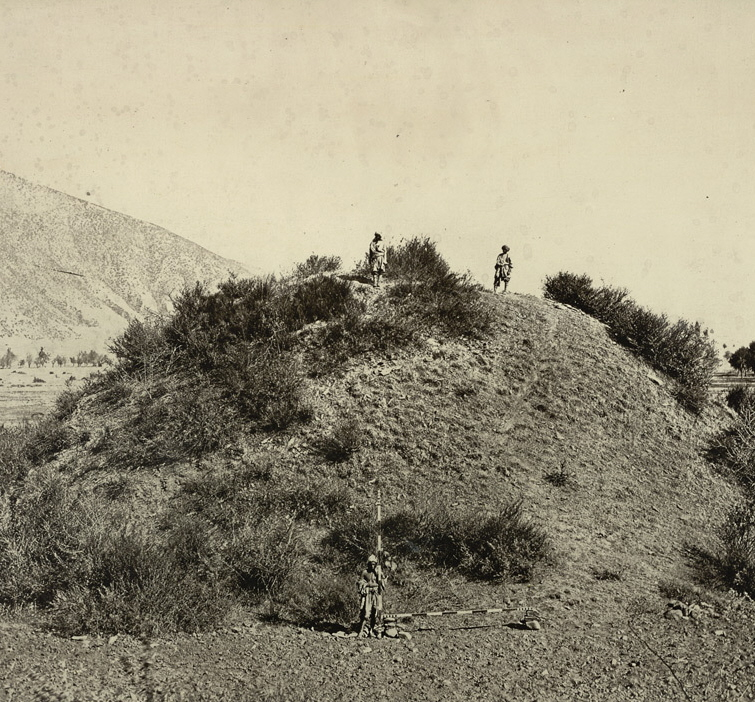
Vista general de la estupa budista aún no excavada cerca de Baramulla (datada en 500, con dos figuras paradas en la cima y otra en la base con escalas de medición. Fotografía tomada por John Burke en 1868.

Cachemira fue uno de los principales centros de académicos de sánscrito. Según Mahábharata, los Kambojas gobernaron Cachemira durante el período épico con un sistema de gobierno republicano, desde la capital de Karna-Rajapuram-gatva-Kambojah-nirjitastava, abreviado como Rajapura, que ha sido identificada como la actual Rajauri. Posteriormente, los panchalas establecieron su dominio. El nombre Peer Panjal, que es una parte de la actual Cachemira, es un testigo de este hecho. Panjal es simplemente una forma distorsionada del término tribal sánscrito Panchala. Los musulmanes le añadieron el prefijo "peer" en memoria de Siddha Faqir y, desde entonces, se dice que el nombre cambió a Peer Panjal. El emperador maurya Aśoka a menudo recibe el crédito por haber fundado la ciudad de Srinagar.
Cachemira fue una vez un sitio de aprendizaje budista, quizás con la escuela dominante Sarvastivada. Se ha registrado la presencia de monjes budistas de Asia Oriental y central. A fines del siglo IV a. C., el famoso monje kushán Kumarajiva, nacido de una familia noble india, estudió Dīrghāgama y Madhyāgama en Cachemira bajo la tutela de Bandhudatta. Posteriormente, se convirtió en un prolífico traductor que ayudó a llevar el budismo a China. Se cree que su madre Jīva se retiró a Cachemira. Vimalākṣa, un monje budista Sarvāstivādan, viajó de Cachemira a Kushán y allí instruyó a Kumārajīva en la vinaya.

## Dominio musulmán

### Shah Mir Swati (1339-1342)
Shams-ud-Din Shah Mir fue un gobernante de Cachemira y el fundador de la dinastía Shah Miri nombra en su honor. Jonaraja, en su Rajatarangini, lo menciona como Sahamera. Él vino de Swat, el entonces territorio tribal en las fronteras de Afganistán y desempeñó un papel notable en la posterior historia política del valle. Shahmir se convirtió en el gobernante de Cachemira y reinó por tres años. Fue el primer gobernante de la dinastía Swati, que fue fundada en 1339.
Shah Mir fue sucedido por su hijo mayor Jamshid, pero fue destronado por su hermano, Ali Sher, probablemente en pocos meses, quien ascendió al trono bajo el nombre de Alauddino.
En el siglo XIV, el Islam se convirtió gradualmente en la religión dominante en Cachemira, comenzando con la conversión en 1323 de Rincana, el primer rey de la dinastía Sayyid de Ladakh. Los musulmanes e hindúes de Cachemira convivieron en relativa armonía, dado que el estilo de vida sufi-islámico que seguían los musulmanes en Cachemira complementaba la tradición rishi de los panditas cachemires. Esta combinación resultó en una cultura sincrética, donde los hindúes y los musulmanes reverenciaban a los mismos santos locales y oraban en los mismos altares. El famoso sufi Bulbul Shah fue capaz de persuadir al rey de la época Rinchan Shah de adoptar el estilo de vida islámico y se fundó una cultura sufiana compuesta en la coexistencia de musulmanes, hindúes y budistas.